# アブソレックス
アブソレックス（ABSOLEX）は、新家工業株式会社が2002年4月に発売した、車輪内部にサスペンション機構を内蔵したサスペンション車輪の名称。 
標準的な車椅子に取り付けて、普通の車椅子を、乗り心地と段差乗り越え能力の向上したサスペンション付きの車椅子に改良する為に開発された。

## 開発の背景
車椅子は最もポピュラーな福祉機器のひとつである。しかし歩道と車道との段差、マンホールやグレーティングの凹凸、石畳や点字ブロック等による凹凸が原因で走行時の車椅子は大きな振動を起こしていて、車椅子で走行した時の乗り心地の悪さは車椅子を利用する方にとって大きなバリアーになっていた。
従来から、車椅子に自動車のようなサスペンション機構を組み込む研究開発は行われていたが、構造的に専用のフレームが必要であり、車椅子の価格が高くなる点と、ユーザーが現在利用されている既存の車椅子には展開できない点が、サスペンション付き車椅子の普及を阻み、結果的に車椅子の乗り心地の悪さは今日まで改善の目途がついていなかった。

## 特徴
アブソレックスは車輪内部にサスペンション機構を組み込むことで、車椅子のフレームはもちろん、前輪のフォークもそのままに車輪のみを交換することで、衝撃吸収機能を付与し、サスペンション付きの車椅子にすることが出来る。
既存の車椅子にサスペンション機構を付加出来ることが特徴といえる。

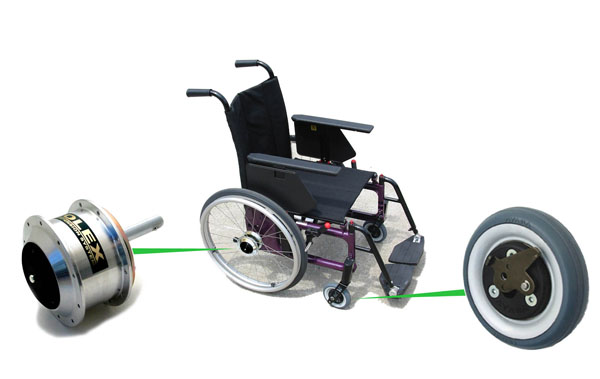

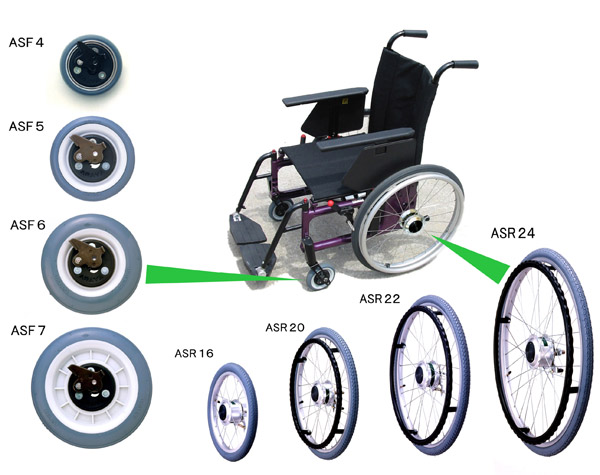
左: 前輪用アブソレックス4サイズ
右: 後輪用アブソレックス4サイズ

## 産業向け展開

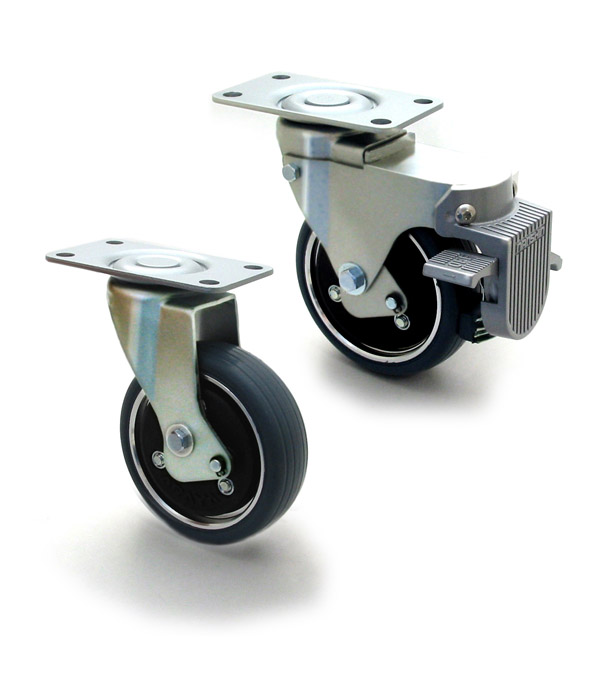

車椅子用に開発されたアブソレックスだが、その特徴を産業用途にも展開している。
精密電子部品や精密機器の運搬、医療関係では薬剤や医療機器の運搬時の路面の凹凸による衝撃や振動をサスペンションシステムで吸収し運搬物へのダメージを抑え走行騒音を低減することが出来る。